# Тадија Милетић
Тадија Милетић (Београд) српски је редитељ, драматург и мотивациони говорник, оснивач организације Културни елемент, ванредни професор на Институту за уметничку игру и на Факултету савремених уметности где је радио и као руководилац драмског департмана, директор Међународног такмичења соло певача „Лазар Јовановић”, оснивач Уметничког едукативног центра Културни институт. Један је од најинтелигентнијих живих Срба по мерењу Менсе Србије, у којој је био и вишегодишњи члан председништва.. Остварио је преко тридесет опера, представа и пројеката.

## Образовање
Завршио је средњу музичку школу „Станковић" 2005. године, на три одсека паралелно поред гимназијске наставе, клавир, музичка теорија и соло певање. Током средње школе факултативно похађа предавања на Филозофском и Богословском факултету, као и на Факултету музичке уметности, а током тог периода такође и тренира професионално атлетику код чувеног југословенског олимпијца Фрање Михалића. Дипломирао је 2011. године на Академији Уметности, смер Драматургија, у класи Синише Ковачевића. Мастер студије режије завршио је на Академији уметности Универзитета у Новом Саду у класи Никите Миливојевића. Учествовао је у међународним конференцијама RESEO – Madamme Butterfly 2007. године и Чехов на сцени у 21. веку, 2010. године у Београду, као и на радионици Скота Филдинга "Метод Мајкла Чехова". Године 2019. уписује докторске студије Интердисциплинарних студија при Универзитету уметности у Београду. Године 2018. похађа међународну конференцију "Будућност сценских уметности" у организацији Унеска, а наредне 2019. године прати округли сто под називом "Уметност у временима кризе и рата: поглед из данас". Комплетирао је неколико мајсторских курсева, међу којима су "Лидерство" и "Управљање временом". Носилац је престижне међународне стипендије коју додељује Фондација Менсе Интернационал и одабран је као један од само пет добитника у конкуренцији од 58 земаља света.

## Каријера
У низу компатибилних драмских и културних активности, у биографији Тадије Милетића се издваја неколико праваца у којима остварује резултате. Током првих петнаест година каријере радио је у Опери и театру Мадленијанум као драматург, асистент режије а затим и редитељ. Од 2008. до 2014. године ради за БИТЕФ фестивал као вођа групе, где 2011. године покреће пројекат формирања архива и сакупљања музејске грађе. Био је председник и члан жирија на неколико литерарних и позоришних фестивала. Са успешним младим уметницима 2011. године формира организацију Културни елемент, која има за циљ презентацију културе и културне свести у земљи. Члан је председништва Менсе Србије. Крајем 2015. године, у Конаку кнегиње Љубице у Београду је аутор изложбе под називом Траг генерација, која је остварена у сарадњи са организацијом Културни елемент и Музејом града Београда. Стручно се усавршавао у Монаку, у Опери Монте Карло.
 Године 2019. постаје доцент а 2020. године и руководилац драмског департмана на Факултету савремених уметности Године 2022. у сарадњи са члановима Културног елемента и уз подршку супруге Дине, оснива Уметнички едукативни центар „Културни институт“, у којем примењује стечена знања и праксе из досадашњих пројеката у претходних петнаест година каријере.

### Режија
У марту 2007. године започиње професионалну каријеру у Опери и театру Мадленианум, као драматург и асистент режије у операма Мадам Батерфлај у режији Дејана Миладиновића, Пајаци у режији Јурија Александрова, Чаробна фрула у режији Ане Радивојевић-Здравковић, Сутон у режији Небојше Брадића, као и мјузикла Les Miserables и Ребека, такође у режији Небојше Брадића. Почетком 2014. године остварује прву самосталну режију са опером "Љубавни напитак", а исте године ради као асистент режије Мартин Лојд-Евансу на опери Ромео и Јулија путем фондације Опероса. Наредне 2015. године опет добија позив од Оперосе и ради као асистент режије истом редитељу на опери Тако чине све, са премијером у Црној гори у тврђави Канли кула, а затим у децембру исте године и режира оперу Јозефа Хајдна Апотекар са премијером у СКЦ-у. Наредне 2016. године у оквиру сезоне Музички сводови Београда режира представу "Quod Fatum" о Петру Иљичу Чајковском у продукцији Културног елемента са којом путује по Србији. Током 2016. и 2017. године у оквиру сезоне Музички сводови Београда режира низ оперских и музичких представа, концерата и пројеката, преко ауторског корео музичког перформанса "Plaisir d’amour" креираног за 56. Октобарски салон,, представе "Амадеус" инспирисане животом Волфганга Амадеуса Моцарта и "Кристална ноћ", као и перформансе "Штуке су полетеле у зору", инспирисане бомбардовањем Београда 1941. године током Другог светског рата и "Црвени октобар" у оквиру обележавања стогодишњице од Октобарске револуције.
На позив Лидије Софије Јевремовић, 2018. године почиње серија пројеката у оквиру идеје покретања сталне оперске сцене у Крагујевцу. Први пројекат у низу је прва опера икада изведена у Крагујевцу Дидона и Енеј Хенрија Персела у оквиру обележавања 70. година од оснивања музичке школе "др Милоје Милојевић" одржана 16. маја 2018. године. Наставком пројекта, наредне 2019. године 30. маја поставља Моцартову оперу „Фигарова женидба“ кроз сарадњу неколико крагујевачких институтција, а исте године под покровитељством организације Опера нова Крагујевац и сарадњу са крагујевачким оркестром, као праизведбу у Србији, оперу Георга Фридриха Хендла „Именео“ такође на великој сцени Књажевско-српског театра. Сви пројекти су били изузетно посећени, при чему је број заинтересованих посетилаца на премијери премашивао број доступних места за још један пун капацитет.
Са полазницима Оперског студија којим је руководио режира оперу „Тајни брак“ са премијером 17. јуна 2019. године на малој сцени Опере и театра Мадленианум.
Исте године ради на опери „Мадам Батерфлај“, са припремом у Верони у Италији и премијером у Нагоји у Јапану. Године 2021. у оквиру пројекта поставља неколико музичко сценских комада у Музеју града Београда, као наставак концертне сезоне „Музички сводови Београда“. Пиротска бајка, са младим глумцем Жељком Крстићем приказао је читање бајки на пиротском дијалекту, испраћено сценском визуелизацијом уметника из Балета младих Института за уметничку игру, дело "Портрет Андрић" је уз глумца Илију Благојевића и Квинтет Елебах приказао делове из збирке "Књига, кула, деца", док су сценски игрокази Женидба Краљевића Марка и Лазарице кроз аутентичне музичке нумере испитивали српску традицију кроз модерно постдрамско читање у форми перформанса. Наредне 2021. године пише и режира музичко сценско оперско дело „Летњи каприц“ са сопраном Маријаном Шовран у главној улози које је премијерно изведено у Котору да би након тога као турнеја обишло Црну Гору. Године 2023. у Народном позоришту у Сарајеву режира оперу "Мадам Батерфлај" 30 година након последњег извођења у Сарајеву, а наредне 2024. године у српском културном центру “Иво Андрић” у Пекингу, који се налази у престижном уметничком дистрикту “798”, Културни елемент гостује у Кини са концерт-представом “Писма стрељаних” у режији Тадије Милетића, користећи модерну интерпретацију и 3Д мапирање логорске собе.

### Драматургија
Током студија пише и снима низ драмских и филмских комада и сценарија ("Сусрет", "Господар бубамара") а 2011. године пише представу "Новогодишњи поклон" са премијером у Култ театру. У Опери и театру Мадленијанум је радио као драматург на операма "Чаробна фрула" и "Љубавни напитак" (коју је и превео) као и на мјузиклу "Ребека". Од 2014-2022. године био је главни и одговорни уредник часописа МозаИК, званичне публикације коју издаје Менса Србије. Аутор је публикације „Водич кроз оперу“, у издању Опере и театра Мадленианум. Од 2015. године ради као уредник за Фестивал монодраме и пантомиме као и за Нови Тврђава театар, где 2017. године постаје главни и одговорни уредник. Исте године пише и телевизијску серију "Прва тарифа" која је премијерно приказана на Првој телевизији.

### Предавања
Године 2013. на Академији уметности у Београду држи предавање на тему "Драматургија опере и музичког позоришта". У оквиру обележавања седамдесетогодишњице интернационалне Менсе 2016. године држи предавање на тему "Писање, идеја и инспирација", које потом понавља при универзитетима и факултетима широм Србије. Од 2017. године држи радионицу под називом "Опера за почетнике" која је настала у оквиру активности Опере и театра Мадленианум, а коју затим понавља у сали Музичке школе Станковић. Године 2024. покреће турнеју предавања и мотивационих говора по Србији под називом "Уметност успеха", током које гостује са серијом различитих предавања у бројним градовима широм државе, попут наступа са предавањем "Метод и принцип успеха" у сали Центра за културу Смедерево и Белој сали Културног центра Крушевац "Јавни наступ" у Уметничкој галерији „Надежда Петровић” у Чачку, и многих других...

## Приватни живот
Рођен је у Београду као део познате београдске уметничке породице Милетић. Ожењен је Дином Милетић, пијанисткињом и асистенткињом на Факултету савремених уметности, син је глумца Народног позоришта у Београду Предрага Милетића, а брат продуцента и менаџера у култури и уметности др ум Вука Милетића.